# Георги Арнаудов (композитор)
Вижте пояснителната страница за други личности с името Георги Арнаудов.
Георги Асенов Арнаудов е български композитор на симфонична, камерна, филмова и театрална музика.

## Биография

### Семейство
Роден е на 18 март 1957 в София, като потомък на възрожденски родове, в известно семейство на музиканти. Баща му Асен Арнаудов, племенник на известния български генерал Стефан Белов е цигулар и арфист, ученик на Саша Попов е един от първите музиканти, основатели на Царския симфоничен оркестър, професор по арфа в Българска държавна консерватория. Майка му Сузана Веселинова-Арнаудова, племенница на видния български зоолог и орнитолог Павел Патев, е известна камерна певица през 40-те и 50-те години на ХХ век.

### Обучение
Арнаудов завършва Националното музикално училище през 1976 г. и Държавната музикална академия „Панчо Владигеров“ в класа по композиция на проф. Александър Танев през 1985 г., като в същото време посещава композиторските курсове на GAMO – към Академията за изящни изкуства във Флоренция, Италия, както и други летни курсове за композитори, като работи с автори като Брайън Фърнихю, Тон де Леув, Божидар Спасов. Докторската си дисертация защитава в Нов български университет.
От 1983 г. е преподавател в Националното музикално училище „Любомир Пипков“ – София, а от 2000 е редовен преподавател в Департамент „Театър“ и департамент „Музика“ на Нов български университет. Георги Арнаудов е доктор по музикознание и музикално изкуство, от 2009 е доцент, а от 2020 професор по композиция и хармония в Нов български университет.

## Творчество
Арнаудов е автор на симфонични, камерни, вокални и хорови творби, редица творби за пиано, музика към театрални и балетни постановки. Редица творбите му към театрални и балетни постановки, мултимедиен театър, хореографски инсталации са създадени в сътрудничество с известни хореографи и постановчици.
Световноизвестни са негови цикли от творби, написани по стари български текстове от ранното средновековие, като Страсти по Давид цикълът Thiepoleo, написан по автентични архаични орфически текстове и ритуали, творба получила световно признание, звукови изследвания и фикции на основата на готическа и ренесансова музика, сценични творби, камерна и симфонична музика, изпълнявана в България и чужбина.
През 2016 и 2018 г., по покана на Китайското министерство на културата Георги Арнаудов посещава Китай в рамките на две обширни теренни изследвания на музиката на няколко големи китайски провинции – Гуандонг, Фуджиан, Шанси, Гансу, Дзянсу, Джъдзян, Съчуан и Вътрешна Монголия. Арнаудов е поканен заедно с 14 световно известни Европейски композитори да сътрудничи и да напише нови творби за Камерният оркестър на Забранения Град – Пекин. Премиерата на неговите "Tzu-Yeh songs" четири среднощни поеми по антични Китайски поети за ансамбъл от Традиционни китайски инструменти се състоя през 2017 г. в Пекин, а творбата е изпълнявана през 2019 в Европейското турне на Камерният оркестър на Забранения Град. В резултат на тези тиринни изследвания Георги Арнаудов публикува различни теоретични и публицистични текстове посветени на китайската култура и общество.
Голяма част от творбите му са представяни на концерти, фестивали и форуми на съвременната музика в България и по света. Има издадени 4 авторски компактдискове и редица творби включени в издания на български и чуждестранни изпълнители и антологии на съвременната музика. Автор е на статии, изследвания в областта на старата българска и европейска музика, публицистика и критика в периодичния печат. През последните години редица негови творби имат своите световни премиери в престижни световни зали.

## Награди и отличия
Носител е на редица национални и международни награди, между които:
- Голямата награда на Европейския съюз за радио и телевизия , 1985;
- Награда на Международната федерация на музикалната младеж, , 1985;
- Награда „Златната арфа“, 1985;
- Международната премия на името на Карл-Мария фон Вебер, 1989;
- Награда на НМУ „Любомир Пипков“ във връзка със 100-годишния юбилей на първата българска музикална институция, 2004;
- Наградата Златен век – Звезда и Грамота на Министерството на културата на Република България за принос в развитието и утвърждаването на българската култура и национална идентичност, 2017[6];
- Награда „Златно перо“ за принос към българската култура, 2017;
- Наградата „Музикант на годината“ на Българското национално радио, 2018.

## Композиции
Симфоничен оркестър
- Симфония No. 1, (1984);
- Концерт за оркестър, (1986);
- Concerto grosso (1987);
- Kammerkonzert, (1988);
- Симфония No. 2, (1989);
- Laus Solis, (1996);
- Цветовете на светлината, (1997);
- Вариации по тема от С. Рахманинов, (2001);
- Концертна музика (2004);
- Concierto Barroco (2007) по Алехо Карпентиер;
- Концерт за цигулка и оркестър (2010 – 2012);
- Влахерна. Покров Богородичен[7] (2012);
- „Barocus Ex Machina“ – Концерт за пиано, харпсихорд, хамерклавир и камерен оркестър (2014);
- „Вратите на съня“ – тихи и приглушени симфонии за струнен оркестър и пиано (2016)]
- „Antiphona dulcis armonia“ концерт за две виолончели и оркестър (2017);
- „Concerto ppIANISSIMO“ концерт за две пиана и оркестър (2017). Da Vinci Edition, Osaka. DV 10973, 2018;

Кантатно ораториални
- Забравени песни III, за сопран и струнен оркестър (2006);
- Книга на песните – Глава I „Въображаеми оперни сцени“ три поеми за сопран, тенор и оркестър по текстове на Квинт Хораций Флак (2008);
- Страсти на Иисуса Христа по Псалмите на Пророк Давид по автентични среднобългарски текстове (2008);
- Химни към пролетта за дамски хор и оркестър по текстове на Николай Лилиев (2008);

Камерна музика
- Струнен квартет No. 2, (1988);
- Ритуал III (Borges Fragment), за соло виолончело (1993);
- Vihayah, за соло флейта (1995);
- Thyepolia, за блок флейта, виолончело и ударни (1997);
- Kells (Ритуал IV), (1999) за соло виолончело;
- Забравени песни I, за сопран, виолончело и пиано (2004);
- Вариации задве пиана и ударни, (2001);
- Патешки вариации за цигулка, виолончело и пиано (2005);
- Интерпретации I Amer Desir (Miraculum по Matheus de Perusio), за цигулка и виолончело (2006);
- Интерпретации II Stella splendens in monte (Miraculum по Llibre Vermell от Манастира в Монсерат) (2007), за блок флейта, виолончело и ударни ad libitum (2006);
- Фантасмагории III „El libro de los seres imaginarios“ (Имагинариум по Хорхе Луис Борхес), за струнен квартет (2010);
- Фантасмагории IV „Brahms versus Wagner“ (Имагинариум по Матилда Везендок), за клавирен квинтет (2013);
- Три сонета по Микеланджело (посветени на Аня Лехнер) за виолончело соло, (2014). Da Vinci Edition, Osaka. DV 10974, 2018;
- Вратите на съня III за две пиана и струнен квартет, (2015);
- Сонети на мрачната любов (2015) за две пиана на осем ръце, (2015);
- „Каталог на устройства, ветрове и усещания“ за клавирно трио, (2016);

Вокални творби
- Footnote (…und Isolde/ns Winkfall lassen) за сопран и камерен оркестър (1991);
- Kyrie (Summe Deus), за сопран и камерен оркестър (1991);
- Кръга на ритуала за сопран и камерен ансамбъл (1991);
- Пътят на птиците, за сопран и камерен ансамбъл (1995);
- Пътят на птиците II, за сопран и камерен ансамбъл (1995);
- Thyepoleo, за гласове и камерен ансамбъл (2000);

### Театрална музика
- „Слепците“ от Морис Метерлинк (1992)
- „Алпийско сияние“ от Петер Турини (1997)
- „Носорози“ от Йожен Йонеско (1998)
- „Индже“ от Йордан Йовков (1999)
- „Вишневи сестри“ от по Майкъл Грийн (2003)
- „Надежда сляпата“ от Боян Папазов (2003)
- „Метаморфози“ от Мари Цимерман (2003)
- „Патешки вариации“ от Дейвид Мамет (2004)
- „Хоровод“ от Вернер Шваб (2006)
- „Йерма“ от Федерико Гарсия Лорка (2013)

### Филмова музика
- „Смисълът на живота“ (2004)